# Lalling
Lalling là một đô thị ở huyện Deggendorf trong bang Bayern nước Đức.
Lalling có diện tích 27,94 km2, dân số cuối năm 2006 là 1612 người.